# Ivo Prandin
Ivo Prandin (Bosaro, 17 giugno 1935) è uno scrittore e giornalista italiano.
È stato uno dei principali autori della fantascienza italiana degli "anni d'oro" (1952-1960). Ha scritto anche di arte e si è dedicato al disegno e alla poesia.

## Biografia
Nato a Bosaro in provincia di Rovigo nel 1935, è stato inviato speciale e responsabile della redazione culturale del quotidiano Il Gazzettino e ha diretto la rivista di cultura e turismo Leo pubblicata in italiano e inglese a Venezia.
La maggior parte della sua produzione come autore di fantascienza è concentrata negli anni 1958-1963 con numerosi racconti, venendo pubblicato nelle pagine della rivista pionieristica Oltre il cielo assieme ad alcuni degli altri principali autori italiani dell'epoca: Renato Pestriniero, Vincenzo Croce, Gianni Vicario e in seguito Lino Aldani. Ivo Prandin ha utilizzato come pseudonimi i nomi di Max jr. Bohl e Ipran. Dalla fine degli anni settanta ha pubblicato alcuni romanzi.
Ha scritto i testi di numerosi libri di fotografie di Fulvio Roiter (tradotti in più lingue), Lou Embo, Fernando Bertuzzi, Clive Handerson e profili di artisti contemporanei.

## Opere
(parziale)

### Romanzi
- Quando cadde quella cosa, Edizioni del Ruzante, Venezia, 1978
- Il progetto, Vallecchi Editore, 1980
- Il barone della Luna, in 30 puntate ne Il Gazzettino, Tipografia Veneta, 1980
- Luoghi profondi, in 20 puntate ne Il Gazzettino dell'Estate, Tipografia Veneta, 1987

### Raccolte di racconti
- Fino a sera, 1963
- 38 Venezie, Rebellato, 1968
- 39 venezie, Linedacqua, 2017 EAN 9788895598802